# دهستان متاخا
دهستان متاخا (به لاتین: Metakha Gewog) یک دهستان در کشور بوتان است که در ناحیهٔ چوخا واقع شده‌است. دهستان متاخا ۱۰۰ کیلومتر مربع مساحت دارد.